# ماكس ايسبوسيتو
ماكس ايسبوسيتو (بالإنجليزية: Max Esposito)‏ هو متسابق خماسي حديث أسترالي، ولد في 16 يونيو 1997 في Camden, New South Wales ‏ في أستراليا.

## وصلات خارجية
- ماكس ايسبوسيتو على موقع الاتحاد الدولي للخماسي الحديث (الإنجليزية)
- ماكس ايسبوسيتو على موقع اللجنة الأولمبية الدولية (الإنجليزية)
- ماكس ايسبوسيتو على موقع أوليمبيديا (الإنجليزية)
- ماكس ايسبوسيتو على موقع اللجنة الأولمبية الأسترالية (الإنجليزية)